# 新見正興

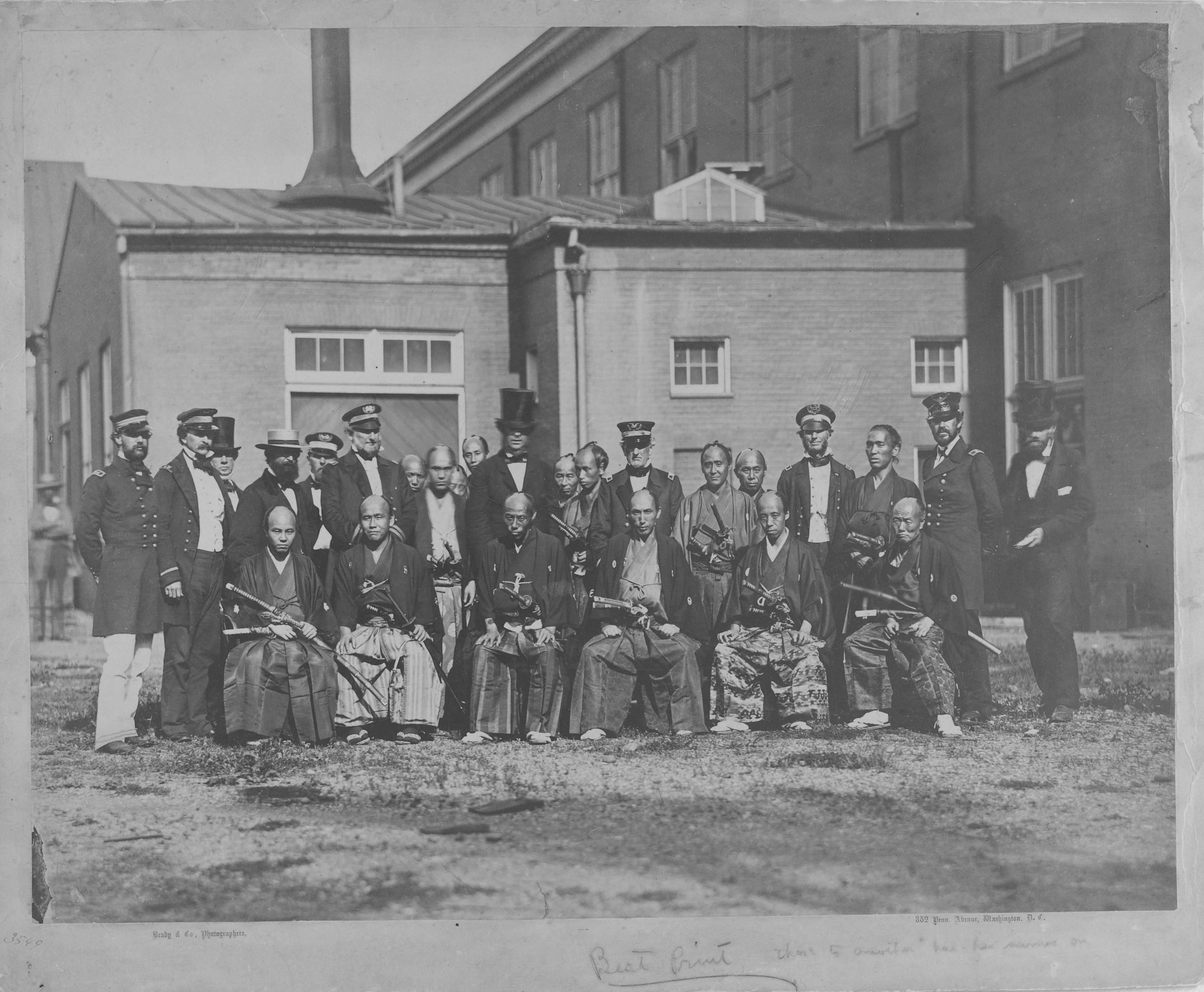
ワシントン海軍工廠を視察する遣米使節：前列左から、外国奉行支配両番格調役・塚原但馬守、外国奉行頭支配組頭・成瀬善四郎、副使・村垣淡路守、正使・新見豊前守、監察・小栗豊後守、勘定方組頭・森田岡太郎

新見 正興（しんみ まさおき）は、幕末の幕臣。外国奉行として日米修好通商条約の批准書を交換する正使の大役を帯びて渡米した。その当時の名乗りから、新見 豊前守（しんみ ぶぜんのかみ）としても知られる。柳原白蓮の祖父。

## 来歴
西御丸小納戸役・三浦義韶の子として生まれたが、文政12年（1829年）に大坂町奉行・新見正路の養子となる。正路の長男と次男は早世しており、三男の郁三郎（正典）は未だ幼少だった。
天保10年（1839年）より小姓、その4年後に中奥小姓となる。嘉永元年（1848年）に新見家の家督を継いだ。嘉永6年（1853年）には徳川家定の御膳給仕を申し付けられた。安政元年（1854年）8月に小普請組支配、安政3年（1856年）3月には小姓組番頭となる。さらに安政6年7月8日（1859年8月6日）に外国奉行に任じられ、翌月より神奈川奉行を兼帯する。

### 万延元年遣米使節
万延元年（1860年）、新見は日米修好通商条約の批准書を交換する重責を担った万延元年遣米使節の正使として、副使・村垣淡路守（範正）、監察・小栗豊後守（忠順）らとともに渡米した。
1月22日に横浜でアメリカ軍艦「ポーハタン」に乗り込み、ハワイ王国のホノルルを経由して太平洋を横断、サンフランシスコにいったん寄港の後、一路パナマへと向かい、パナマ地峡鉄道で大西洋へ抜け、そこから今度はアメリカ軍艦「ロアノーク」に乗って北上、首都ワシントンD.C.に到着したのは万延元年閏3月25日（1860年5月15日）のことだった。
ワシントンでは大統領のジェームズ・ブキャナンに謁見し、4月3日（5月23日）に国務長官のルイス・カスと批准書を交換。一行はその後フィラデルフィアやニューヨークでも熱烈な歓迎を受けた。5月12日（6月30日）にニューヨークでアメリカ軍艦「ナイアガラ」に乗船し、西回りで大西洋からインド洋に入り、9月27日（11月9日）に横浜に帰着した。新見はこの功績により300石加増され、10月には外国奉行専任となった。

### 帰国後
文久2年（1862年）6月、側衆となり伊勢守に叙される。そして、元治元年9月28日（1864年10月28日）に御役御免となり菊之間縁頰詰となる。慶応2年（1866年）に隠居し、隠居料500俵が与えられた。隠居後は閑水と号した。明治元年（1868年）、武蔵国下奥富村（現埼玉県狭山市下奥富）へ帰農したが、しかし翌明治2年（1869年）4月病気療養のため再び行き、そこで10月に病没した。享年48。

## 正興死後の娘たち
正妻との間に娘が3人いたが、長女は北海道へ嫁ぎ、次女・ゑつと三女・りょうは奥津家の養女となり、そこから柳橋に芸者として売られた。姉妹は並んで歩くと日頃から美形に見慣れた柳橋界隈の人々も振り返るほどの艶姿であったという。二人とも芸で身を立て、姉のゑつは特に柳橋一の芸達といわれるほどだった。
りょうは16歳の時、伊藤博文と柳原前光が落籍を競い、妾として前光に囲われる事になる。柳原本邸近くの家を与えられ、18歳で女児を出産したが、これが後の柳原白蓮である。女児は前光の正妻・初子に引き取られた。産後病がちになり、明治21年10月7日、21歳で死去。りょうの元で養われていた母は、姉のゑつの元へ引き取られた。
ゑつは吉原の顔役であった飯島三之助に病身の母ごと落籍され、一人息子の房次郎をもうける。房次郎が芸事を嫌ったことから、吉原の芸妓から見込みのある娘・とめを養女として迎え、奥津姓と芸を継がせた。房次郎の妻の思い出によれば、ゑつは武家のように礼儀に厳しい姑だったという。昭和19年、80歳で死去。
柳原家とは身分違いであることから、飯島家から憚って親戚付き合いはなかったが、白蓮は宮崎家の人になってから生母の墓を探し当て、従兄弟の房次郎とも交流している。

## 人物・逸話
- 領地は現在の横浜市戸塚区品濃町と千葉上総にあった。
- つぶらな瞳の美男子だったので「陰間侍」ともあだ名されていた。
- 第6代駐日アメリカ合衆国大使のローランド・モリスが1920年（大正9年）に帰国する際、新見の墓に詣で､松を植樹している。この松は枯れてしまったが、石碑が現在でも残っている。
- 万延元年遣米使節を乗せたポーハタン号の士官だったジョンストン中尉は新見のことを「寡黙だが温和慈愛の相があり極めて親しみやすい人」「平和な気質と親切な心の持ち主」「非常に上品で万国共通の上流社会の特徴を偲ばせる」と日記に書き残した[3]。

## 補注
1. 1 2 3 4 5 6 7  19世紀の日本と亜米利加 横須賀市自然・人文博物館 2023年10月23日閲覧。
2. ↑  最初の大陸横断鉄道が開通するのはこの9年後の1869年のこと、パナマ運河が開通するのはさらに後の1914年のことである。
3. ↑  ジョンストン中尉日記『万延元年遣米使節図録』 田中一貞、1920